# 大圍侯王宮

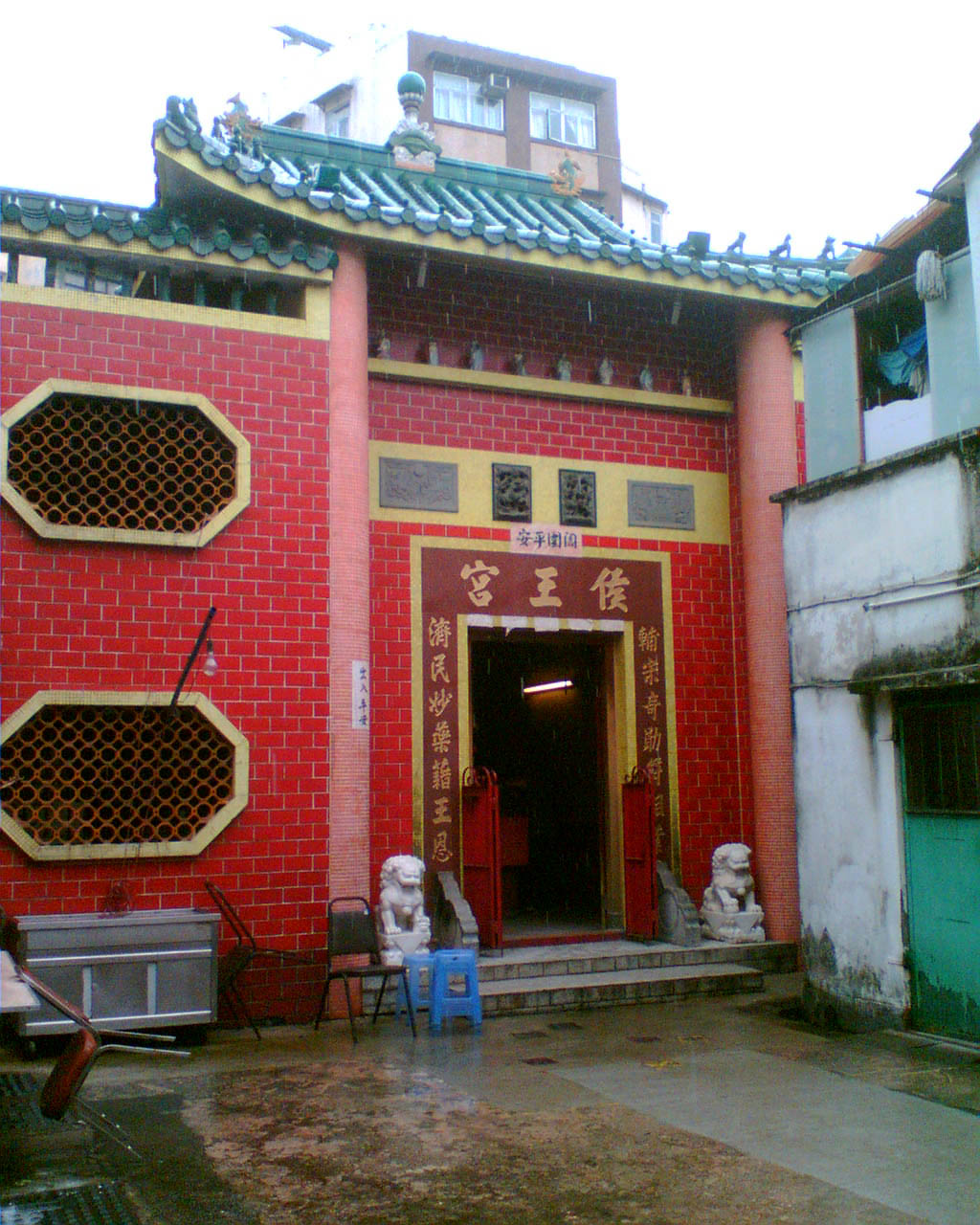
侯王宮外觀

大圍侯王宮是位於香港新界大圍村的侯王廟，主神為侯王爺（宋末名臣楊亮節），另外有供奉車大元帥及對圍村有貢獻的英雄神位。此廟早期為雜性祠堂和村公所，大圍村侯王宮每隔十年舉辦一次太平清醮，為大圍居民祈福，並增加當區居民的歸屬感，其中一次在2017年11月舉行，打醮期間亦有杯卜緣首。